# Elefante-africano
O elefante-africano (Loxodonta) é um gênero da família elephantidae. O gênero é composto por duas espécies existentes de elefante: elefante-da-savana (Loxodonta africana) e elefante-da-floresta (Loxodonta cyclotis).
O macho de uma das espécies de Loxodonta, o elefante-da-savana, atinge, em média, 3,2 metros de altura e pesa 6 toneladas, o que o torna o maior animal terrestre existente. O maior espécime já registado tinha cerca de 12.3 toneladas.
Em comparação com o elefante-asiático do gênero Elephas, distingue-se pelas orelhas maiores (uma adaptação às temperaturas mais elevadas) e pela presença de dentes de marfim nas fêmeas com cerca de 70 quilogramas cada uma.

## Espécies
Até recentemente, acreditava-se que havia apenas duas espécies vivas de elefantes: o elefante-africano e o elefante-asiático. Neste contexto, o elefante-da-savana e floresta correspondiam a variedades de uma mesma espécie. No entanto, estudos genéticos realizados com o objetivo de controlar o tráfico ilegal de marfim trouxeram, à luz, as diferenças intrínsecas entre as variedades.
Apesar das diferenças, é conhecido que os elefantes-da-floresta e savana podem produzir híbridos. Os elefantes-africanos (gênero Loxodonta) dividem-se em duas espécies atuais e três extintas:
- Elefante-da-savana (Loxodonta africana), de mandíbula curta e larga, orelhas mais pontiagudas, presas de marfim encurvadas e maiores dimensões. A subespécie, atualmente extinta, L. a. pharaoensis foi o animal caçado e amansado para servir nos exércitos da antiguidade como elefante de guerra, utilizados por persas e cartagineses
- Elefante-da-floresta (Loxodonta cyclotis), mandíbula longa e estreita, orelhas mais arredondadas, dimensões menores (nunca maiores que 2,5m de altura), presas rectilíneas e com um tom rosado. A subespécie L. c. pumilio é natural da bacia do Rio Congo e tem menores dimensões.
- Loxodonta adaurora†, extinta, precursora do elefante-da-savana.
- Loxodonta atlantica†, extinto.
- Loxodonta exaptata†, extinto.

O gênero Loxodonta surgiu no Pliocénico.

## Símbolo
Como símbolo do safári africano, pertence ao grupo de animais selvagens chamado de big five, correspondente aos 5 animais mais difíceis de serem caçados: elefante, leão, leopardo, búfalo e rinoceronte.